# بسیط (فلسفه)
بسیط (ساده)( معنی پراکندن و کش دادن و گستردن است.)(به انگلیسی: Simple) یکی از اوزان عروضی است. علّت تسمیه آن به این اسم، این است که سبب‌های آن ساده است، سبب نام یکی از آهنگ‌های عروض است. در اصطلاح علمای هندسه، بسیط به معنی سطح است. در اصطلاح فیلسوفان، بسیط چیزی است که دارای اجزاء نباشد، مانند وحدت و نقطه. بسیط به این معنی لفظ ساده‌ایست که جزء ندارد و در مقابل مرکب است. چیزی که اصلاً دارای اجزاء نباشد، بسیط مطلق نامیده می‌شود. مانند مونادهای لایب نیتس. در نظر لایب نیتس، مناد جوهر بسیطی است که اصلاً اجزاء ندارد. ابن سینا گوید: «هر چیزی که در حقیقت و ماهیتش بسیط باشد، اجزاء مقوم ندارد.» ابن رشد گوید:
«بسیط مطلق چیزی است که بالقوه تقسیم‌پذیر باشد و نه بالفعل.» معنی این سخنان این است که بسیط بر دو قسم است:
روحانی و جسمانی. بسیط روحانی مانند عقول مجرده، بسیط جسمانی مانند عناصر و ذرات.
در فارسی میانه، واژه از نظر ساخت اشتقاقی بر چهار نوع است: بسیط (ساده)، مشتق، مرکب و عبارت.